# Саван (Кот-д’Ивуар)
Сава́н (фр. Savanes) — область на севере Кот-д’Ивуара.
- Административный центр — город Корого.
- Площадь — 40 210 км², население — 1 319 240 человек (2010 год).

## География
На востоке граничит с областью Занзан, на юге с областями Валле-дю-Бандама и Вородугу, на западе с областью Денгеле, на севере с Буркина-Фасо и Мали.

## Административное деление
Область делится на 7 департаментов:
- Бундиали
- Феркеседугу
- Корого
- Тенгрела
- Куто (с 2008 г.)
- Уанголодугу (с 2008 г.)
- Синематиали (с 2008 г.)